# Clássico Candango
Clássico Candango é o nome comumente dado aos confrontos entre o colorado Brasília (no Distrito Federal) e o alviverde Gama, sendo assim, o grande clássico futebolístico da capital federal do Brasil durante a década de 70 e década de 80.
O confronto reúne os dois maiores vencedores de títulos do Distrito Federal no total de 19 títulos, sendo 11 do Gama (1979, 1990, 1994, 1995, 1997, 1998, 1999, 2000, 2001, 2003 e 2015) e 8 do Brasília (1976, 1977, 1978, 1980, 1982, 1983, 1984 e 1987).

## Histórico
No de 1975 remete a fundação tanto do Brasília Futebol Clube  em junho e o clube Sociedade Esportiva do Gama em novembro, sendo o primeiro encontro em 13 de março de 1976, em jogo válido pelo Torneio Imprensa com vitória colorada por 3 a 1.
Pelo estadual a primeira partida aconteceu no dia 11 de maio de 1976, pela sexta rodada do 1º turno, no Estádio Pelezão, na preliminar de Grêmio Esportivo Brasiliense versus Humaitá Esporte Clube com arbitragem de Arnóbio Passos, com nova vitória do Brasília, agora por 4 a 1, com uma renda da rodada dupla de Cr$ 25.860,00. Os gols foram marcados nessa ordem: Ramalho (15); Humberto (20); Duda (40) e Humberto (44) para o colorado e Galego descontando aos 25 do segundo tempo. O Brasília venceu com Norberto Mão de Onça, Terezo, Jonas Foca, Luís Carlos e Odair; Renê, Rogério Bayer e Lindário; Ramalho, Humberto Banga e Duda (Mineirinho). O Gama com Noel, Bill, Bastos (Santana), Manuel Silva e Rildo; Almir e Carlinhos; Galego, Roberto Soares, Carlos Roberto e Dequinha.
No dia 6 de maio de 1979 veio a primeira vitória do Gama, 2 a 1 com gols de Péricles (duas vezes) e Edmar descontando.